# Seznam prefektů Dikasteria pro nauku víry

## Prefekti Kongregace pro nauku víry (1965–2022)
Prvním prefektem Kongregace byl předchozí sekretář Sv. Officia kardinál Ottaviani, který ovšem po dlouhou dobu používal titul sekretář či proprefekt (když jako prefekt byl titulován papež Pavel VI.)

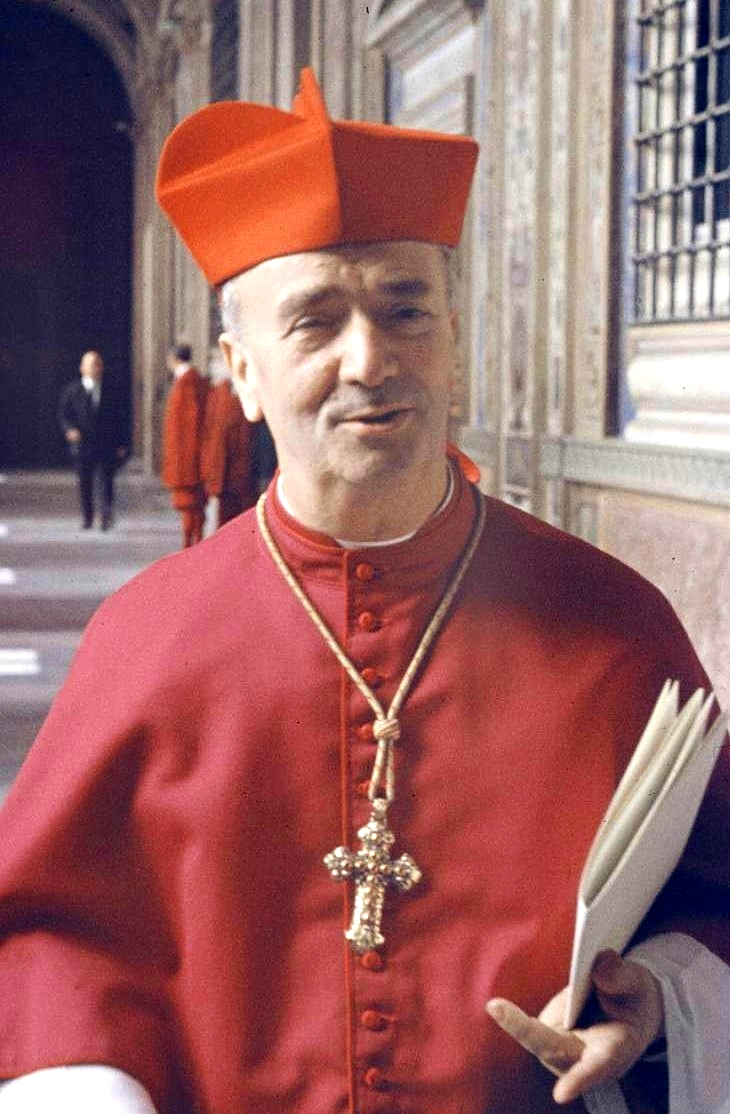
1.Alfredo Ottaviani (1965–1968)
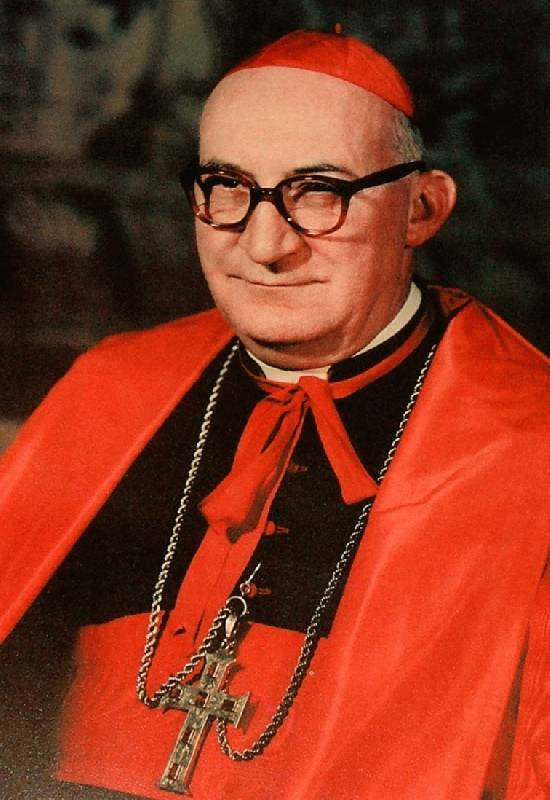
2.Franjo Šeper(1968–1981)
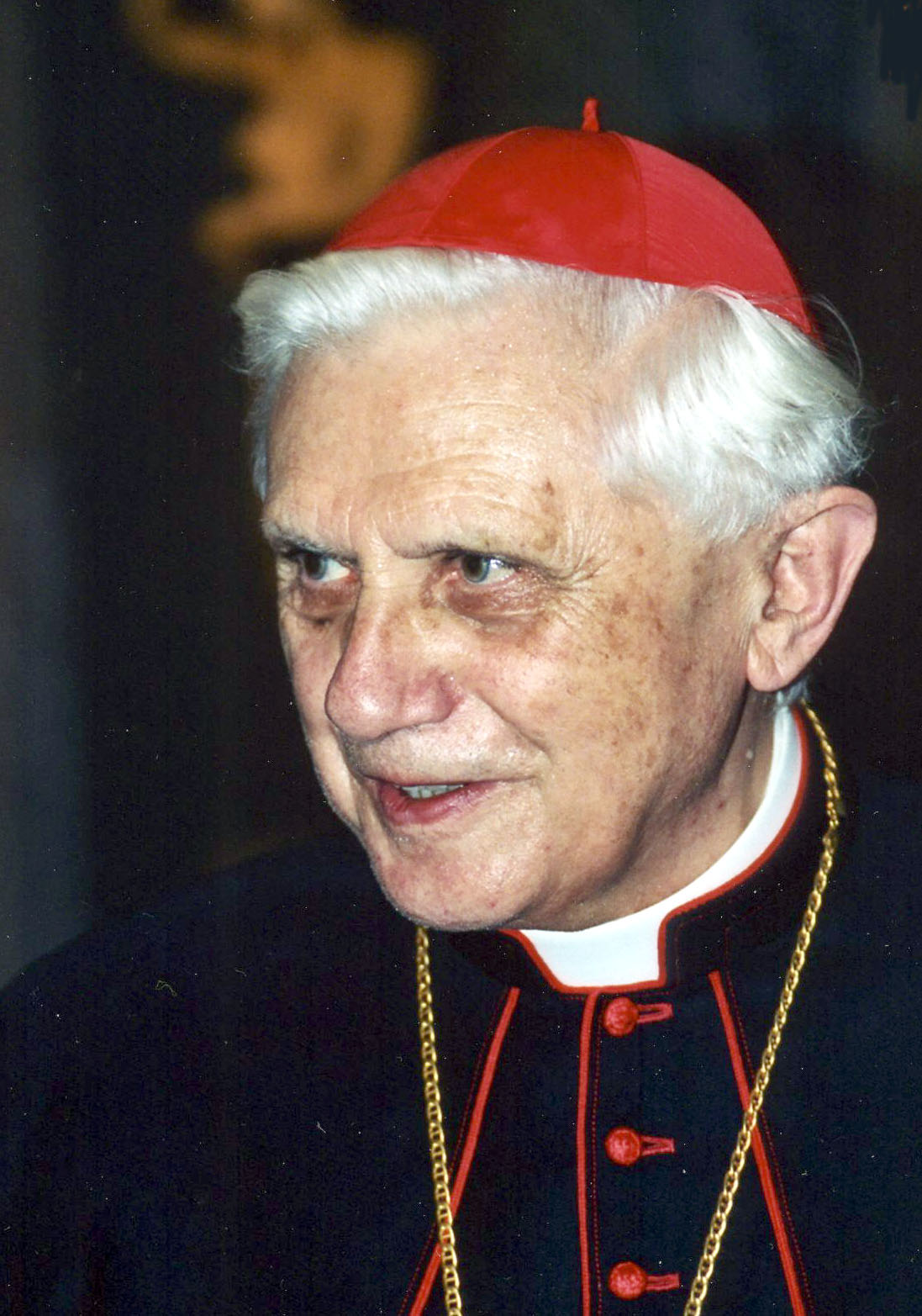
3.Joseph Ratzinger(1981–2005)
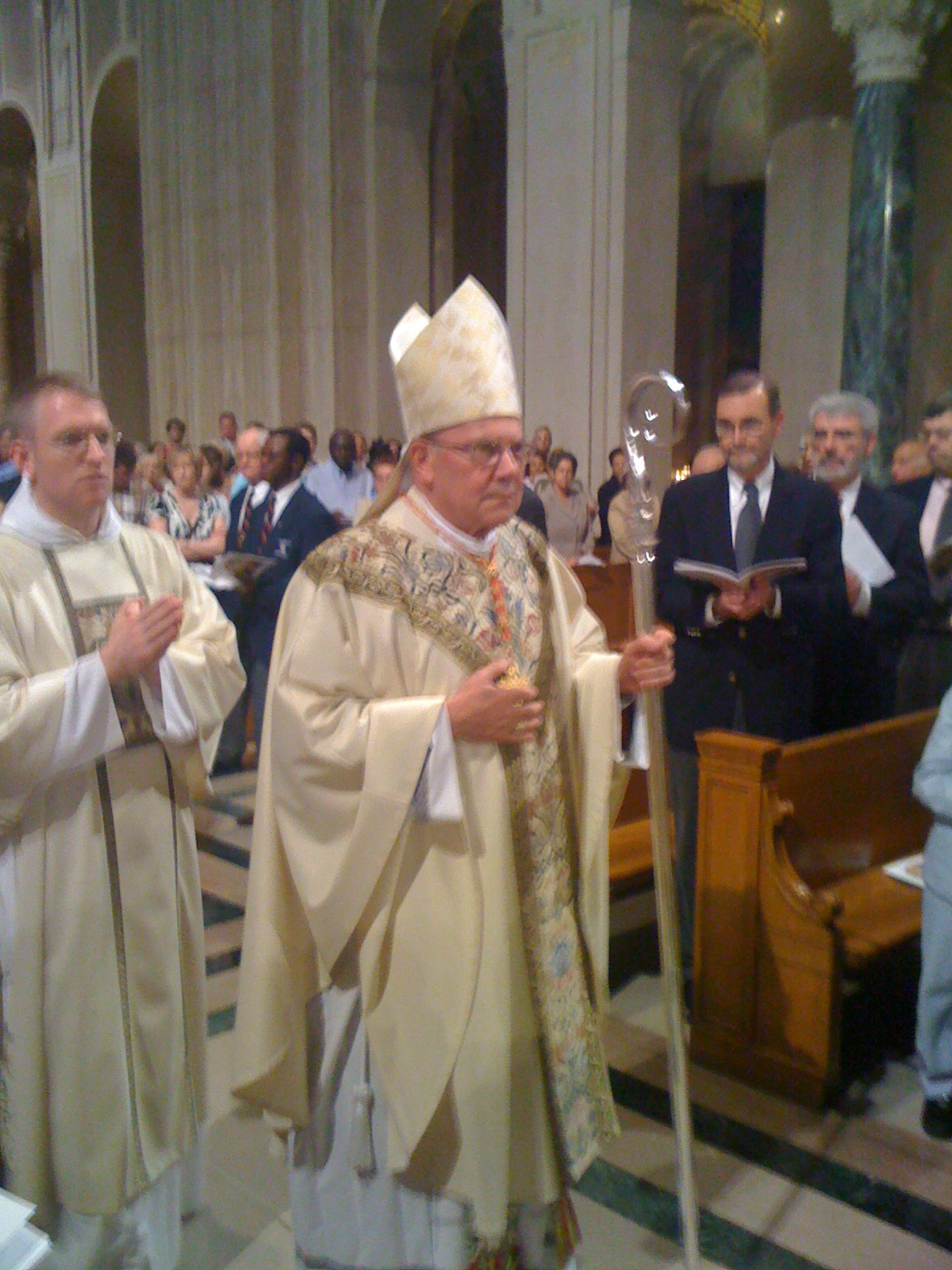
4.William Joseph Levada(2005–2012)
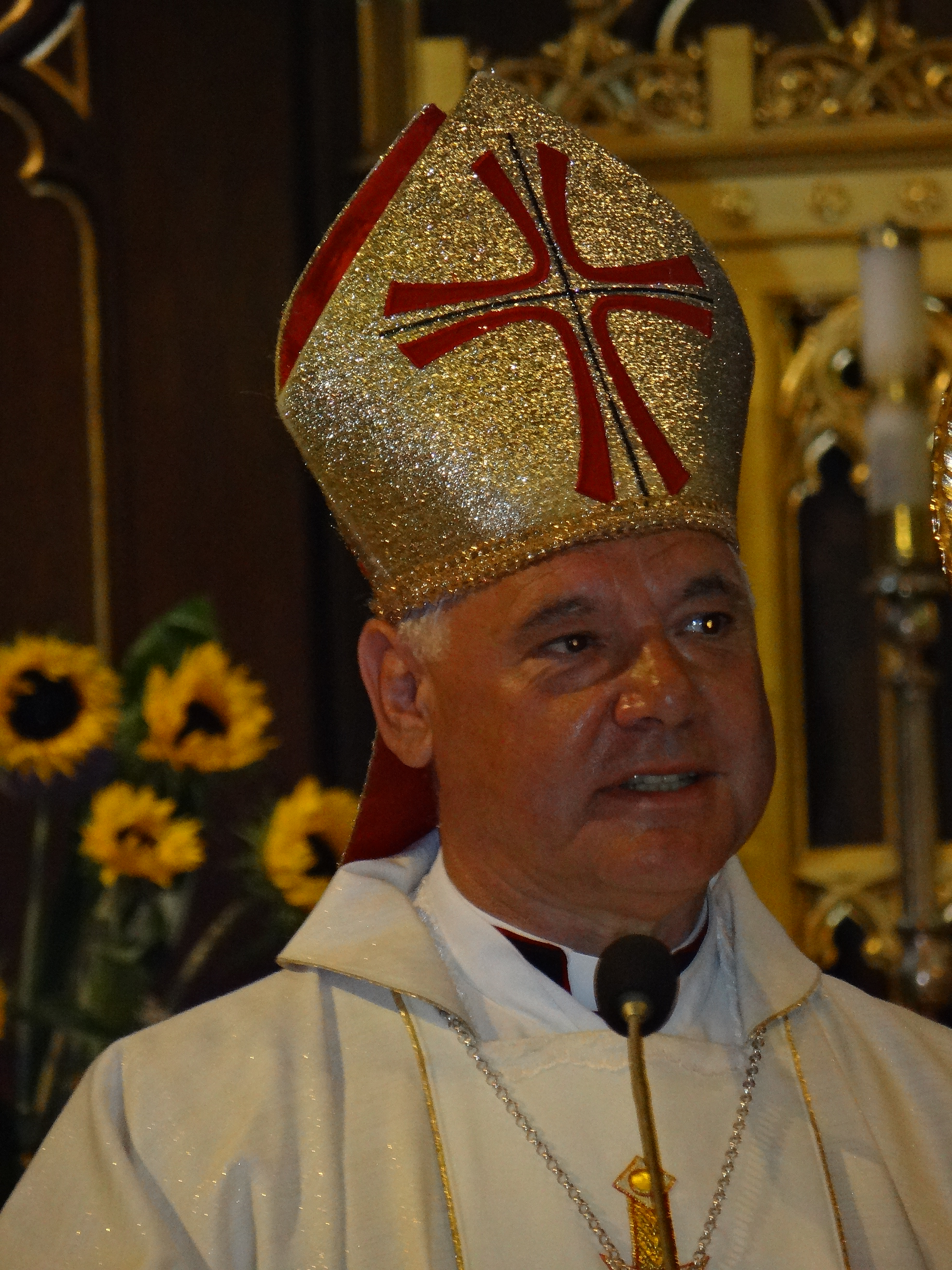
5.Gerhard Ludwig Müller(2012–2017)
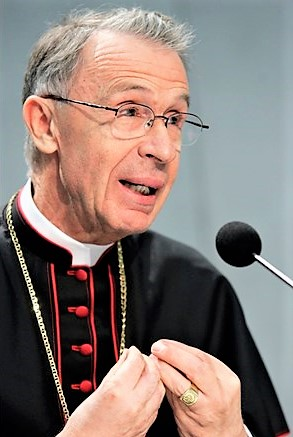
6.Luis Francisco Ladaria Ferrer(od 2017)

## Prefekti Dikasteria pro nauku víry (od 2022)

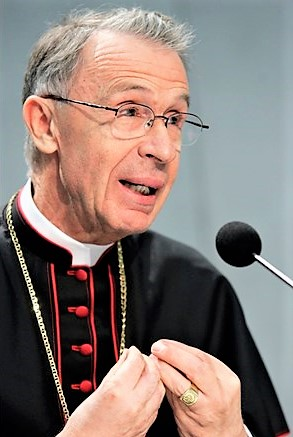
6.Luis Francisco Ladaria Ferrer(2017–2023)
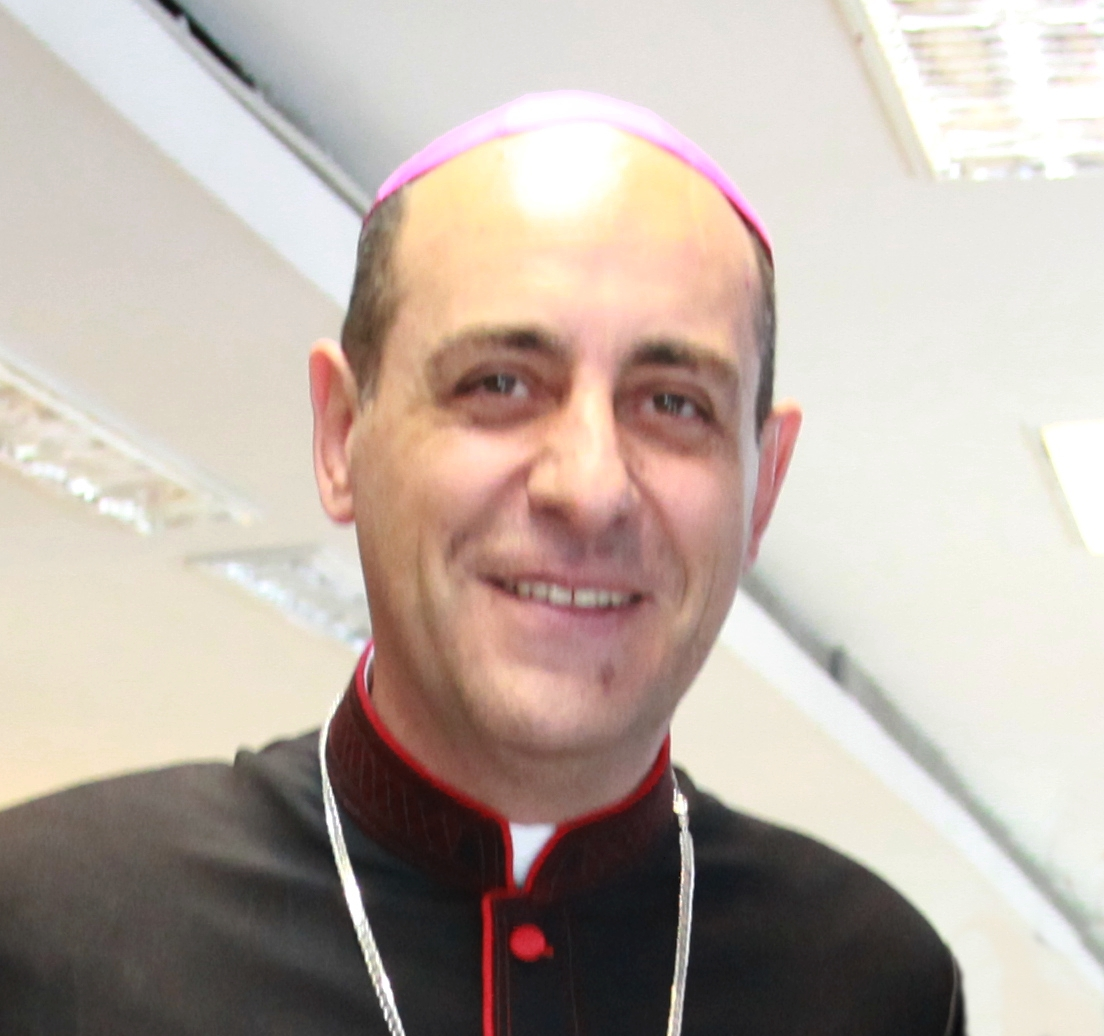
7.Víctor Manuel Fernández(od 2023)